# 김고성
김고성(1941년 7월 25일~2024년 1월 29일)은 대한민국의 정치인이다. 제15대 국회의원을 지냈다.

## 역대 선거 결과
|  | 38.31% |

|  | 8.11% |